# Macrones rufus
Macrones rufus är en skalbaggsart som beskrevs av Saunders 1850. Macrones rufus ingår i släktet Macrones och familjen långhorningar. Inga underarter finns listade i Catalogue of Life.